# Graeconiscus paxi
Graeconiscus paxi är en kräftdjursart som beskrevs av Hans Strouhal1961. Graeconiscus paxi ingår i släktet Graeconiscus och familjen Trichoniscidae. Inga underarter finns listade i Catalogue of Life.